# Bukit Lhebagu
Bukit Lhebagu är en kulle i Indonesien.   Den ligger i provinsen Aceh, i den västra delen av landet, 1 600 km nordväst om huvudstaden Jakarta. Toppen på Bukit Lhebagu är 43 meter över havet.
Terrängen runt Bukit Lhebagu är platt.Runt Bukit Lhebagu är det ganska tätbefolkat, med 52 invånare per kvadratkilometer. Omgivningarna runt Bukit Lhebagu är en mosaik av jordbruksmark och naturlig växtlighet.